# Laphria asturina
Laphria asturina är en tvåvingeart som först beskrevs av Stanley Willard Bromley 1951.  Laphria asturina ingår i släktet Laphria och familjen rovflugor. Inga underarter finns listade i Catalogue of Life.